# Savci Bey
Ne doit pas être confondu avec Saru Batu Savcı Bey.
Pour les autres princes portant le même titre, voir Şehzade.
Savci Bey ou Şehzade Savcı Bey, né vers 1362 à Bursa et il est mort exécuté vers 1389 à Bursa, il était un prince ottoman qui se joint à Andronic IV Paléologue dans une révolte conjointe dans les années 1370 contre leurs pères respectifs, Jean V Paléologue pour Andronic et Mourad Ier pour Saoudj. Il est le plus jeune des trois fils de Mourad. Le nom de sa mère était Kera Tamara. Dans la tradition ottoman, chaque prince doit être gouverneur d'une province comme entraînement à la possibilité d'être un jour sultan. Saoudj est gouverneur de Bursa, l'ancienne capitale de l'empire.

## La rébellion
Quand les Ottomans s'emparent d'Andrinople, l'empereur byzantin Jean V demande de l'aide en Occident. Toutefois, il est retenu à Venise le temps de payer ses dettes. Son fils et régent à Constantinople, Andronic, refuse de payer les dettes et Jean doit céder l'île de Ténédos pour acheter sa liberté. À la suite de ces événements, Jean nomme comme successeur son plus jeune fils Manuel qu'il fait coempereur. En outre, il accepte la suzeraineté ottomane en 1373. Ainsi, quand les Ottomans demandent sa participation dans la répression de rébellions sur les terres ottomanes, il doit accompagner les troupes turques. Cela permet à Andronic d'en profiter pour se rebeller en 1373.
Du côté ottoman, Saoudj a conscience qu'en tant que plus jeune fils de Mourad, il a très peu de chance d'être un jour sultan. De plus, il craint aussi probablement d'être exécuté par ses frères à la mort de Mourad pour l'empêcher de se révolter (cette peur est fondée car à la mort de Mourad, Bayezid Ier fait exécuter son autre frère). Ainsi, Saoudj se prépare à se rebeller pour prendre le pouvoir. Il profite du fait que son père est occupé à réprimer les révoltes anatoliennes et se révolte. Il utilise le trésor royal à sa disposition pour former une armée. Les deux princes rebelles (Saoudj et Andronic) décident de s'associer pour leur propre intérêt et de combiner leurs forces.

## Fin de la rébellion
Après avoir appris l'existence de la rébellion, les deux souverains rejoignent leurs territoires respectifs. Les armées rebelles rencontrent leurs adversaires près d'Apikridion (une localité qui serait probablement située au sud-ouest de Constantinople) mais Mourad réussit à persuader les soldats de Saoudj de faire défection. Toutefois, Saoudj parvient à s'échapper à Didymotique avant de se rendre. Il est d'abord interrogé avant que Mourad ne le fasse aveugler. Finalement, il change d'avis et décide de l'exécuter. Dans le même temps, il demande à Jean d'aveugler son fils Andronic mais l'empereur byzantin décide de seulement l'éborgner.